# Bahnsteuerung
Die Bahnsteuerung ist eine Steuerungsart von CNC-Maschinen (Werkzeugmaschine, Roboter). Mit ihr werden gleichzeitig mehrere Achsen bewegt. Dabei wird das Werkzeug mit vorgegebener Geschwindigkeit entlang einer programmierten Bahn geführt. Die Bahn besteht oft aus Geraden- und Kreisabschnitten. Sie kann von der Position einer anderen Achse abhängig oder durch mathematische Formeln bestimmt sein. Sie wird in der Robotik auch CP-Steuerung (engl. continuous path) genannt.

## Unterscheidung

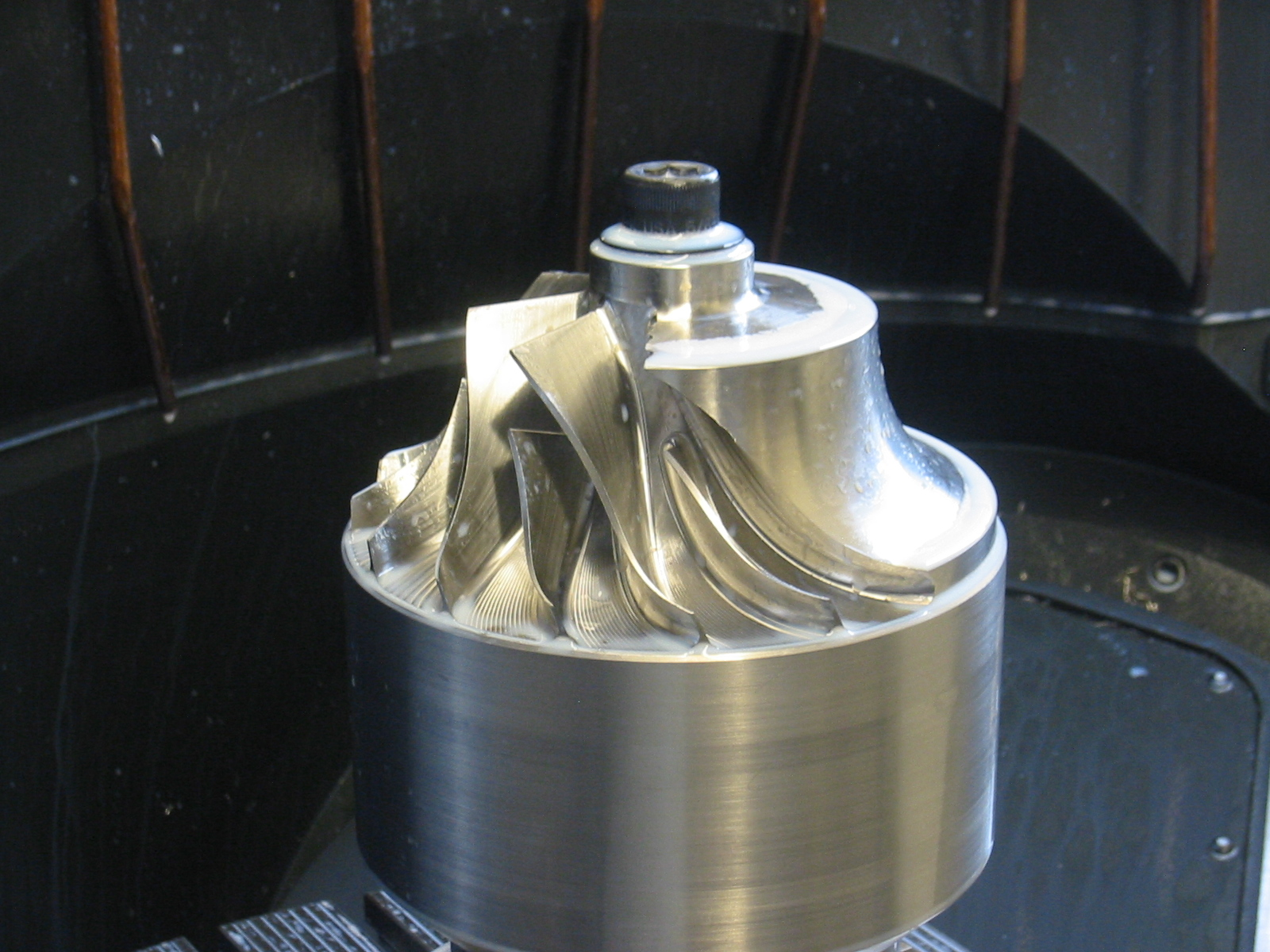
Ein mit einer 3D-Bahnsteuerung hergestellter Impeller

Man unterscheidet hinsichtlich der Anzahl gleichzeitig gesteuerter Achsen:
- 2D-Bahnsteuerung: Sie kann 2 Achsen in einer festen Ebene steuern.  Verwendung z. B. bei Drehmaschinen, Laserschneidmaschinen
- 2½D-Bahnsteuerung: Maximal 2 Achsen können in unterschiedlichen Ebenen gesteuert werden. Verwendung z. B. bei einfachen Fräsmaschinen. Während der Bewegung steht die 3. Achse immer an der gleichen Position.
- 3D-Bahnsteuerung: Sie kann mindestens 3 Achsen gleichzeitig im Raum bewegen. Häufig sind zusätzlich Dreh-, Schwenk- und Nebenachsen steuerbar. Verwendung z. B. bei Fräsmaschinen und Bearbeitungszentren. Die Interpolation zwischen den programmierten Punkten kann linear, zirkular in der Ebene, Schraubenlinie, Spline, oder ein beliebiges Polynom nach mathematischer Formel sein.

## Korrekturen
Während der Bewegung werden oft folgende Korrekturen berechnet:
- Werkzeugradiuskorrektur: Die Fertigkontur wird programmiert und die Werkzeugmittelpunktsbahn wird um den Wert des Schneidenradius nach außen oder innen versetzt.
- Konstante Schnittgeschwindigkeit: Bei Drehmaschinen wird die Drehzahl bei kleinen Durchmessern größer, bei Fräsmaschinen wird die Vorschubgeschwindigkeit an den Ecken verändert.
- Koordinatentransformationen: Programmierung in einem Koordinatensystem, das nicht als Achse zur Verfügung steht.
- Fehlerkompensation der Maschinengeometrie: z. B. Umkehrspiel, Spindelsteigungsfehler, schiefe und kippende Achsen, thermische Ausdehnung